# Działalność nierejestrowa
Działalność nierejestrowa, działalność nierejestrowana (działalność nieewidencjonowana) – działalność prowadzona przez osobę fizyczną i dająca niski dochód. Przepis jej dotyczący został wprowadzony ustawą z dnia 6 marca 2018 roku „Prawo przedsiębiorców” (zwaną „Konstytucją biznesu”), która weszła w życie 30 kwietnia 2018 r. (Dz.U. z 2018 r. poz. 646)

## Uprawnienia
Działalność nierejestrowa może być prowadzona, jeśli dana osoba:
- jest osobą fizyczną, a przychody z tytułu jej działalności nie przekroczą w żadnym miesiącu 75% kwoty płacy minimalnej (w 2025 roku - kwoty 3449,50 zł)[2].
- nie prowadziła w okresie ostatnich 60 miesięcy działalności gospodarczej, albo prowadziła ją, ale przed 30 kwietnia 2017 roku dana firma została wykreślona z ewidencji przedsiębiorców i od tego momentu dana osoba nie rejestrowała jej ponownie.

Jeśli miesięczny limit przychodu (50% płacy minimalnej) zostanie przekroczony, to dana działalność zostanie uznana za działalność gospodarczą. Wówczas w ciągu siedmiu dni należy zarejestrować działalność gospodarczą w CEIDG i w terminie sześciu miesięcy przystąpić do obowiązkowych ubezpieczeń społecznych. W tym celu należy wypełnić wniosek CEIDG-1, mający na celu nadanie numeru REGON oraz  zgłoszenie identyfikacyjne NIP do naczelnika Urzędu Skarbowego, oświadczenie o wyborze formy opodatkowania, a także zgłoszenie lub zmianę płatnika składek do ZUS. Konieczne jest również złożenie oświadczenia o kontynuowaniu ubezpieczenia społecznego rolników. Informacja o dokonanej rejestracji zostanie automatycznie przesłana do GUS.
Działalności nierejestrowanej nie można prowadzić, pomimo spełnienia powyższych warunków, w:
- ramach umowy spółki cywilnej,
- przypadku branż, do których prowadzenia wymagana jest koncesja, licencja albo pozwolenie na prowadzenie określonej działalności,
- przypadku działalności określonych w ustawie Prawo przedsiębiorców.

## Korzyści
Prowadzenie działalności nierejestrowej wiąże się z następującymi korzyściami:
- brak obowiązku zgłaszania działalności w ewidencji przedsiębiorców (CEIDG), urzędzie skarbowym i GUS (nie ma również potrzeby posiadania numerów identyfikacyjnych NIP i REGON),
- brak obowiązku opłacania comiesięcznych lub kwartalnych zaliczek na podatek dochodowy, ponieważ podatek płacony jest dopiero na koniec roku,
- brak obowiązku prowadzenia księgowości, ponieważ wystarczy prowadzenie uproszczonej ewidencji sprzedaży,
- brak obowiązku stosowania kas rejestrujących (kas fiskalnych), z pewnymi wyjątkami,
- brak obowiązku wysyłania co miesiąc pliku JPK (jednolitego pliku kontrolnego) - przychody z działalności nierejestrowanej wykazuje się w zeznaniu rocznym PIT-36 w wierszu 9 - „Działalność niezarejestrowana”[5],
- brak obowiązku wystawiania faktur dla nabywców (oprócz wyjątku, gdy klient zgłosi takie żądanie),
- bycie czynnym podatnikiem VAT nie jest obowiązkowe, ale jest możliwe.

## Obowiązki
Osoby prowadzące działalność nierejestrową są zobowiązane do:
- prowadzenia ewidencji sprzedaży dla celów podatku dochodowego. W działalności nierejestrowanej nie ma potrzeby prowadzenia księgowości, jednakże należy prowadzić prostą ewidencję. Wszelkie dokonane zapłaty lub wykonanie pracy (ale jeszcze bez zapłaty) należy wpisać do ewidencji przychodów, a więc rejestru sprzedaży[6].
- przestrzegania praw konsumentów, w tym dotyczących reklamacji, zwrotów, napraw
- wystawienia rachunku na życzenie klienta, który powinien zawierać numer (np. 1/2018), datę wystawienia, nazwę sprzedawcy i nabywcy, nazwę usługi, kwotę do zapłaty
- wystawienia faktury w ciągu 3 miesięcy zgodnie ze zgłoszonym żądaniem nabywcy – licząc termin od końca miesiąca, w którym dostarczono towar lub wykonano usługę albo otrzymano całość lub część zapłaty. Faktura ta powinna zawierać podstawowe elementy: datę wystawienia, numer kolejny, imiona i nazwiska nabywcy, nazwę towaru lub usługi, miarę i ilość towaru lub usługi, cenę i kwotę należności ogółem.

Dodatkowo w pewnych wyjątkach może wystąpić obowiązek rejestracji dla celów VAT, w szczególności gdy dana osoba fizyczna będzie świadczyła usługi prawnicze, doradcze lub jubilerskie, które podlegają obowiązkowej rejestracji dla celów VAT.

## Niejasne zapisy ustawy
Niestety ZUS interpretuje świadczącego usługę jako osobę, która musi opłacać składki ZUS. Takie stanowisko można znaleźć w opinii ZUS z dnia 24 lipca 2018 r.
Dodatkowo problemy mogą mieć zlecający usługę osobie prowadzącą nierejestrowaną działalność. Otóż wg ZUS „powinni siebie zarejestrować w ZUS jako płatnika składek”.